# Bellprat
Bellprat è un comune spagnolo di 90 abitanti situato nella comunità autonoma della Catalogna.